# Schüco
Die Schüco International KG ist ein Unternehmen der Bauzulieferbranche, das Systemlösungen für die Gebäudehülle – insbesondere Fenster und Fassaden – entwickelt und vertreibt. Der Unternehmenssitz befindet sich in Bielefeld. Die Schüco-Gruppe ist in mehr als 80 Ländern aktiv.
Seit 1964 gehört Schüco zur Otto Fuchs Beteiligungen KG.

## Geschichte
Das Unternehmen wurde 1951 durch Heinz Schürmann als Metallbaubetrieb für Schaufenster mit sechs Mitarbeitern in Porta Westfalica unter dem Namen Heinz Schürmann & Co. gegründet. 
In den 80er Jahren stellt sich Schüco durch Lizenznehmer in Europa internationaler auf. Zudem erweitert das Unternehmen das Produktportfolio um Systeme aus Kunststoff. Ende der 1990er Jahre bis 2012 führte Schüco einen Geschäftsbereich Solar. 2005 wurde das Schüco Technologiezentrum als zertifiziertes Test- und Prüflabor aufgebaut und 2012 erweitert, um auf erhöhte Leistungsanforderungen reagieren zu können.

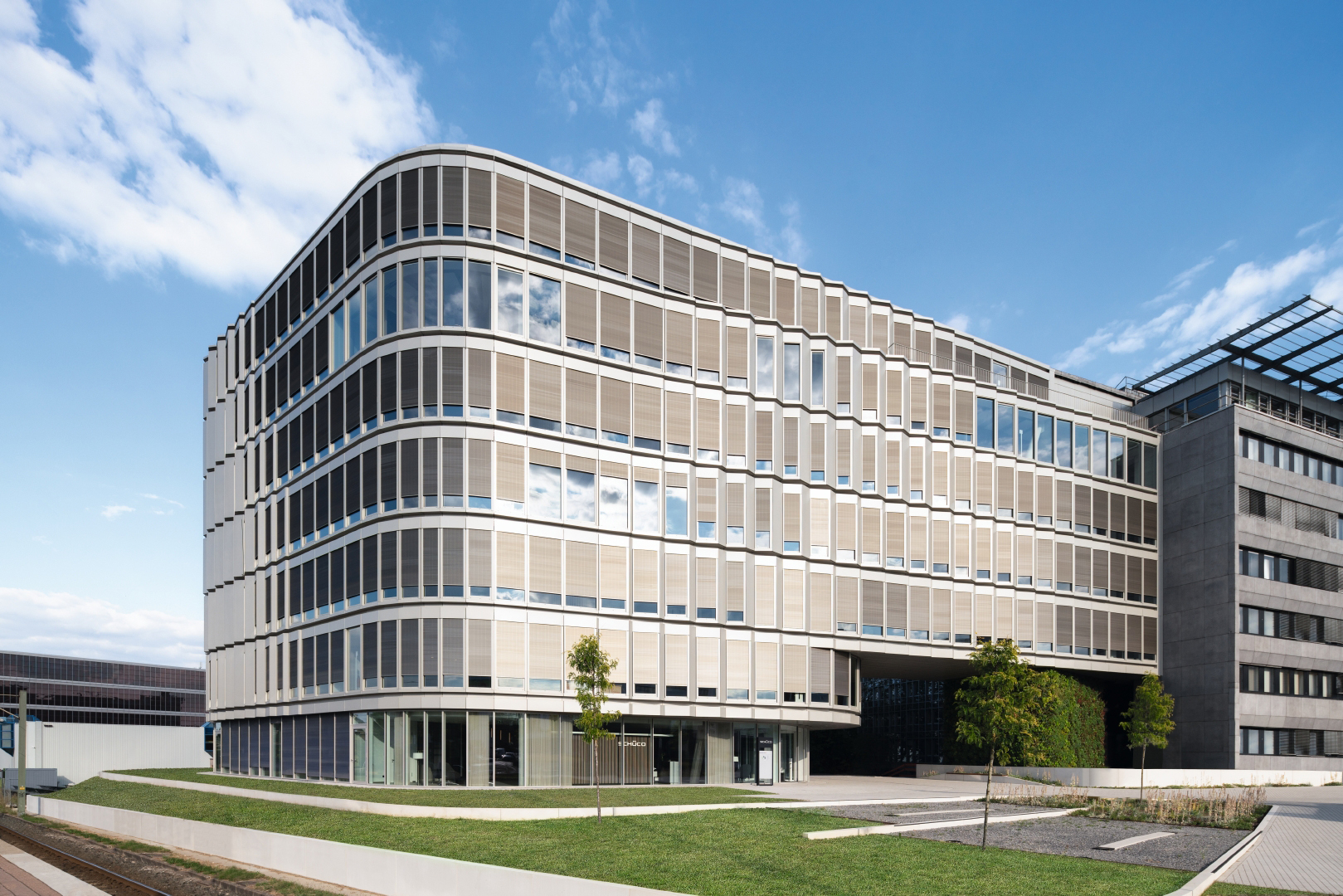
Schüco Unternehmenszentrale in Bielefeld

2016 erfolgte ein umfangreicher Standortausbau in Bielefeld. 2017 ging das Unternehmen eine Partnerschaft mit dem WWF ein, um die Nachhaltigkeit im Gebäudesektor auszubauen. 2018 beteiligt sich Schüco an der Sälzer GmbH in Marburg und erwarb die Soreg AG in der Schweiz. 2022 sind die sechs Jahre zuvor begonnenen Bauarbeiten am Standort Bielefeld abgeschlossen und die dort neu entstandenen Gebäude eröffnet. Ebenfalls 2022 ließ das Unternehmen die Schüco Global Services KG mit dem Geschäftsfeld des After Sales Service ins Handelsregister eintragen. Im gleichen Jahr wurde gemeinsam mit REMONDIS Recycling GmbH & Co KG das Joint Venture RE:CORE gegründet.

## Standorte
In Deutschland ist Schüco neben der Zentrale in Bielefeld an insgesamt fünf Standorten vertreten.
- Borgholzhausen
- Frankfurt am Main
- Hamburg
- Weißenfels
- Wertingen

Daneben betreibt Schüco Ausstellungsräume in Berlin, Bielefeld, Düsseldorf, Frankfurt am Main, Hamburg, Weißenfels bei Leipzig und Wertingen bei Augsburg.
Neben Deutschland unterhält Schüco Standorte in 44 Ländern.

## Produkte
Die Schüco International KG entwickelt und vertreibt Systeme für Gebäudehüllen – u. a. für Ein- und Mehrfamilienhäuser, Objekt- und Industriebauten. Das Unternehmen hat seine Aktivitäten in die Sparten Metallbau (Aluminium und Stahl) sowie Kunststoff unterteilt. Das Produktportfolio umfasst Fenster-, Tür-, Fassaden-, Lüftungs-, Sicherheits- und Sonnenschutzsysteme sowie intelligente und vernetzbare Lösungen für den Wohn- und Objektbau. Zudem bietet das Unternehmen Beratung und digitale Lösungen für den Bau von Gebäudehüllen – von der initialen Idee über die Planung, Fertigung und Montage bis hin zum After Sales Service mit Wartung und Instandhaltung. Ergänzt wird das Portfolio durch Maschinen zur Fertigung.

## Auszeichnungen
- 2014 Rudolf-Diesel-Medaille für die nachhaltigste Innovationsleistung – Zum ersten Mal in seiner Geschichte würdigte das Deutsche Institut für Erfindungswesen e. V. (DIE) ein Unternehmen der Bauindustrie.[16]
- 2014: Architects Partner Awards mit Gold-Trophäe in der Kategorie Fenster und in der Kategorie Fassade. In der Kategorie Türen/Tore erreichte Schüco Silber.[17]
- 2021: Red Dot Design Award in der Kategorie Brands & Communication Design für die digitale Veranstaltungsplattform Innovation Now[18]

Zudem wurden mehrfach Produkte mit dem German Design Award, iF Design Award, Architects’ Darling Award und dem Red Dot Award ausgezeichnet.

## Sportsponsoring
In der Vergangenheit engagierte sich die Schüco International KG ab 1999 in der Formel 1. Dort trat man als Sponsor von McLaren Racing auf. 2008 wurde der Fokus auf den Golfsport gelegt.
Regional unterstützt das Bielefelder Unternehmen seit Jahren den Fußballverein Arminia Bielefeld. 2004 hat Schüco die Namensrechte des Stadions erworben, das seitdem SchücoArena heißt. Seit 2016 ist Schüco auch Trikotsponsor der Arminia, 1988–1991 und 2010/11 waren sie hier bereits aktiv.